# Alfons Peeters
Alfons Peeters (Koersel, 1943. január 21. – Sint-Truiden, 2015. január 5.) belga válogatott labdarúgó.
A belga válogatott tagjaként részt vett az 1970-es világbajnokságon.